# حسن عبيد
حسن عبيد،(توفي يوم 12 يونيو جوان 2019 ودُفن في مكان مجهول) هو جلاد تونسي أشهر جلاد في تاريخ تونس، عمل جلادا في عهدي الرئيس الحبيب بورقيبة والرئيس زين العابدين بن علي. عُرف بعدة كنى البُخْش وحمادي وبوكريشة. هو أصيل بلدة الكنايس من ولاية سوسة.
شارك في مطلع الستينات في البعثة التونسية لحفظ السلام في الكونغو. ثم بعد عودته إلى تونس ألحق بوزارة الداخلية حيث عمل بالبوليس السياسي المكلف بالمعارضين للنظام البورقيبي واستمر إلى عهد زين العابدين بن علي ومر على يديه معارضون من مختلف الأجيال والتيارات من يساريين ونقابيين وطلبة وإسلاميين وغيرهم، ممن أخضعوا إلى التعذيب بأقبية وزارة الداخلية التونسية. 
ورد اسمه الثاني في قائمة تضم 133 اسما لجلادين تونسيين نشرتها لجنة احترام الحريات وحقوق الإنسان في تونس.
سمي في التسعينات مديرا عاما للاستعلامات. وفي عهده مات تحت التعذيب 16 شخصا 
بعد الثورة التونسية أحيل بتهمة التعذيب على المحاكم المختصة في قضايا العدالة الانتقالية، ومن بينها محكمة قابس التي تنظر في مقتل المعارض الإسلامي كمال المطماطي التي انعقدت لأول مرة يوم 29 ماي 2018، غير أنه لم يمثل أمامها.
ورد اسمه في أكثر من موضع من التقرير الذي أعدته هيئة الحقيقة والكرامة الصادر في ديسمبر 2018 إذ ذكر بأنه مارس التعذيب على اليساريين في السبعينات، في غرفة يطلق عليها تسمية «بيت الصابون» أو «غرفة العمليات» بالطابق الثالث بوزارة الداخلية تحت إشراف رئيس فرقة سلامة أمن الدولة حسن عبيد  وضد الإسلاميين في مطلع التسعينات 